# Patzenhofer Brauerei (Gebäude)

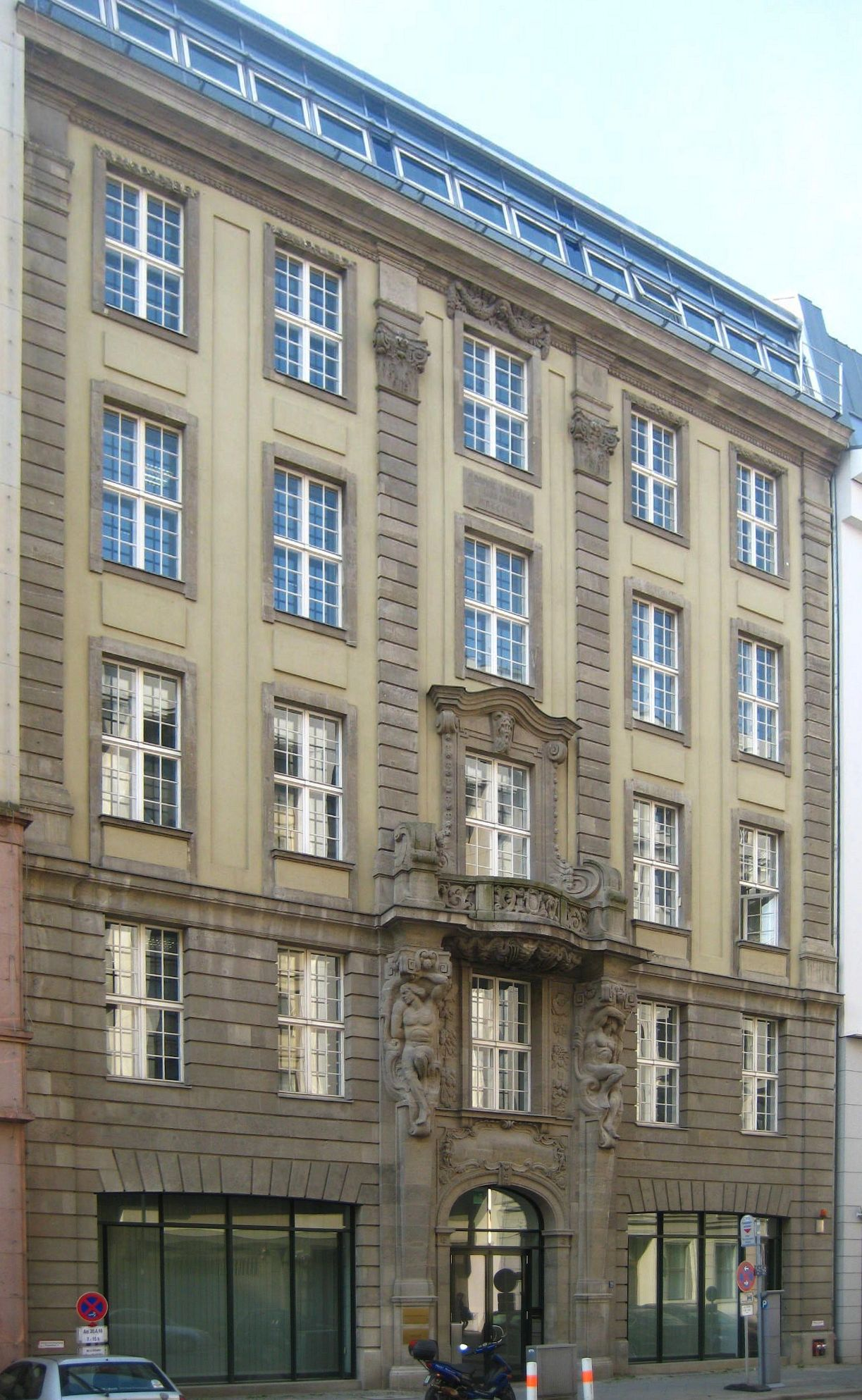
Verwaltungsgebäude der ehemaligen Patzenhofer-Brauerei, heute regelmäßige Tagungsstätte der Kultusministerkonferenz

Die Patzenhofer Brauerei ist ein denkmalgeschütztes Büro- und Geschäftshaus in der Taubenstraße 10 im Berliner Ortsteil Mitte.

## Geschichte und Funktion des Gebäudes
Das Gebäude wurde 1905 von Hermann Dernburg für die Aktien-Brauerei-Gesellschaft Friedrichshöhe vormals Patzenhofer entworfen. Es fügt sich mit seinen fünf Geschossen in die für diesen Bereich der Friedrichstadt typischen Berliner Traufhöhe ein. Die barocke Sandsteinfassade mit vier angedeuteten Pilastern ist mit Reliefdarstellungen aus Hopfengirlanden von Hermann Engelhardt verziert. Die beiden unteren Geschosse sind optisch durch eine Rustika miteinander verbunden und zu den darüberliegenden Etagen mit einem Gurtgesims abgeschlossen, während sich die Mittelachse durch zwei korinthische Kapitelle auszeichnet.
Das Gebäude wurde nach der Fusion der Brauerei mit der Schultheiss-Brauerei 1920 durch die Allianz Versicherung übernommen und nach dem Zweiten Weltkrieg umgebaut. Während der DDR-Zeit saßen hier der Deutsche Verlag der Wissenschaften, ein Fachbuchverlag, das Rechenzentrum des Außenhandels der DDR sowie der Außenhandelsbetrieb des VEB Schwermaschinenbau-Kombinat „Ernst Thälmann“. 1994 und 1995 erfolgte eine denkmalgerechte Instandsetzung; ein Jahr später zog das Beratungszentrum der KfW in das Gebäude ein. Nachdem diese das Haus 2007 wieder verließ, wird es seit 2009 regelmäßig als Tagungsstätte der Kultusministerkonferenz genutzt.